# Ginásio do Maracanãzinho
Pour les articles homonymes, voir Maracanã.
Le Ginásio do Maracanãzinho est un stade couvert, situé dans le quartier de Maracanã à Rio de Janeiro au Brésil. Le nom de Maracanãzinho signifie en portugais « Petit Maracanã » car il est situé à proximité du mythique stade Maracanã.
Cette salle, d'une capacité de 11 800 spectateurs, est principalement destinée au football en salle.

## Histoire
Construit en 1954, le Maracanãzinho fut inauguré le 24 septembre de cette année-là, après six mois de travaux. Ses architectes furent Rafael Galvão, Pedro Paulo Bernardes Bastos, Orlando Azevedo et Antônio Dias Carneiro, associé à l'ingénieur Joaquim Cardoso. 
Lors de son inauguration, le stade portait le nom de Ginásio Gilberto Cardoso, en l'honneur de l'ancien du club de football Clube de Regatas do Flamengo. La même année, il accueillit des compétitions du Championnat du monde de basket-ball masculin, durant lequel sa capacité était de 25 000 places. 
Dès 1963, il accueillit également les matches internationaux de l'équipe du Brésil de basket-ball.
Durant les années 1950 et 1960, y furent également organisés les concours de Miss Guanabara et Miss Brésil. Puis durant les années 1960 et 1970, le Maracanãzinho accueillit des festivals nationaux et internationaux de musique. 
En 1981, la chanteuse Simone Bittencourt de Oliveira, alors âgée de 32 ans, fut la première artiste à remplir à elle seule l'enceinte du Maracanãzinho, lors d'un concert.
En 1990, le stade reçut les compétitions du championnat du monde de volley-ball masculin.
Afin d'accueillir notamment les compétitions de volley-ball des Jeux panaméricains de 2007, le Maracanãzinho fit l'objet d'une rénovation amenant à réduire sa capacité de 13 000 à 11 800, à renouveler ses systèmes d'air conditionné et de sonorisation.
En 2013, y furent organisés les Championnats du monde de judo.
En 2015, il accueillit les phases finales de la ligue mondiale de Volley-ball (FIVB Volleyball World League Final Rio 2015), remportés par la France le 19 juillet.
En 2016, le Maracanãzinho accueille les compétitions de volley-ball en salle des Jeux olympiques d'été.

## Autres concerts importants
- Jackson Five
- Earth, Wind & Fire
- Genesis
- Alice Cooper
- The Cure
- New Order
- Deep Purple
- The Police
- Midnight Oil
- Peter Frampton
- Van Halen
- Megadeth
- Quiet Riot
- Secos e Molhados
- Skid Row
- Iron Maiden
- Faith No More
- Metallica
- Motörhead
- Jethro Tull
- Venom